# Oqil Oqilov
Oqil Oqilov (tiếng Tajik: Оқил Ғайбуллоевич Оқилов, Oqil Ghaybulloyevich Oqilov; tiếng Nga: Окил Гайбуллаевич Окилов; sinh ngày 2 tháng 2 năm 1944) là một chính trị gia người Tajikistan. Ông là thủ tướng Tajikistan từ ngày 20 tháng 12, 1999 đến ngày 23 tháng 11, 2013. Ông là thành viên của Đảng Dân chủ Nhân dân Tajikistan.